# شونیا یوندا
شونیا یوندا (انگلیسی: Shunya Yoneda؛ زادهٔ ۵ نوامبر ۱۹۹۵) بازیکن فوتبال اهل ژاپن است.